# هارلي رتليدج
هارلي رتليدج (بالإنجليزية: Harley Rutledge)‏ (و. 1926 – 2006 م) هو فيزيائي، ويوفولوجيست من الولايات المتحدة الأمريكية . ولد في أوماها (نبراسكا) .
توفي في كاب جيراردو، عن عمر يناهز 80 عاماً.